# Tadeusz Epstein
Tadeusz Filip Epstein (ur. 6 czerwca 1870 w Krakowie, zm. 8 marca 1939 tamże) – polski inżynier, przemysłowiec, finansista; współwłaściciel firmy bankowej „Blau & Epstein”.

## Życiorys
Tadeusz Epstein urodził się 6 czerwca 1870 w Krakowie, w rodzinie Juliusza Eugeniusza i Leontyny Rozalii z d. Szancer. Uczeń gimnazjum w Krakowie i Pradze. Absolwent Akademii Handlowej w Pradze.
W 1896 został prezesem Kasy Chorych w Krakowie. Od 1902 był członkiem Izby Handlowo-Przemysłowej, a w latach 1916–1935 – jej prezesem. Od 1903 do 1934 zasiadał w Radzie Miasta Krakowa.
W 1913, po śmierci ojca Juliusza, przejął m.in. walcownię i stalownię w Borku Fałęckim oraz fabrykę gwoździ i drutu w Podgórzu. Przeforsował budowę linii kolejowej Kraków – Miechów, a w 1919 zorganizowanie Giełdy Pieniężnej w Krakowie. 
Był także:
- wiceprezesem Związku Przemysłowców w Krakowie i Centralnego Związku Przemysłu Polskiego w Warszawie[2][4],
- prezesem Kuratorium Wyższego Studium Handlowego w Krakowie[3],
- członkiem i prezesem Kuratorii Szkoły Szkoły Ekonomiczno-Handlowej w Krakowie[3],
- członkiem Zarządu Fabryki Kabli SA w Krakowie[3][5]
- członkiem Komitetu Dyskontowego Oddziału Banku Polskiego w Krakowie[3].
- członkiem rady zawiadowczej Krakowskiego Banku Komercyjnego SA (od 1919)[5]
- członkiem Komisji Odwoławczej przy Izbie Skarbowej[5]
- prezesem rady zawiadowczej Handlowej Spółki Akcyjnej „Impex” (1919–1926)[5]
- członkiem rady nadzorczej i wiceprezesem firmy Huta Żelazna SA w Krakowie[5]
- współzałożycielem i członkiem rady zawiadowczej SA „Dolina” Przemysł Leśny (1924–1927)[5]
- współzałożycielem i członkiem rady zawiadowczej firmy Transporty Międzynarodowe Józef J. Leinkauf SA[5]
- prezesem i członkiem zarządu Sosnowieckiej Fabryki Szkła SA w Krakowie (1927–1930)[5]
- prezes  rady zawiadowczej Huty Szkła „Helena” SA (1928–1933)[5]
- współzałożycielem Giełdy Towarowo-Zbożowej w Krakowie[5]
- założycielem i prezesem Giełdy Pieniężnej w Krakowie[5]
- i in.

W sierpniu 1914 podpisał odezwę Żydów polskich, popierającą polskie dążenia niepodległościowe. W 1935 został członkiem „Ogólno-Żydowskiego Komitetu Wyborczego w Krakowie”, popierającego kandydaturę kapitana Leopolda Spiry na posła do Sejmu.
Udzielał się również społecznie. Pod koniec XIX wieku został prezesem Czytelni Polskiej Młodzieży Starozakonnej, w latach 1894–1938 był członkiem krakowskiego oddziału Związku Stowarzyszeń Humanitarnych „B’nei-B’rith”; w latach 1929–1934 był członkiem zarządu Towarzystwa Żydowskiej Szkoły Rzemieślniczej w Krakowie; w latach 1938–1939 Żydowskiej Szkoły Handlowej w Krakowie. 
Zajęty działalnością publiczną nie dopilnował własnych interesów. Pod koniec życia, schorowany, pozostawał w ciężkiej sytuacji materialnej.
Zmarł 8 marca 1939, został pochowany na Cmentarzu Żydowskim przy ul. Miodowej w Krakowie.

## Życie prywatne
Żonaty z Wandą Horowitz. Ślub zawarto 15 marca 1896. Jego dzieci to: Leontyna Zofia Ader (ur. 29 lipca 1897), Jerzy Maksymilian (ur. 30 października 1898), Maria Leona (ur. 11 marca 1906).

## Ordery i odznaczenia
- Krzyż Komandorski Orderu Odrodzenia Polski (10 listopada 1927)[7]
- Krzyż Oficerski Orderu Odrodzenia Polski (2 maja 1923)[8][9]
- Medal Dziesięciolecia Odzyskanej Niepodległości (1929)
- Odznaka Pamiątkową Pożyczki Narodowej (1934)
- Krzyż Kawalerski Orderu Franciszka Józefa (Austro-Węgry, 16 października 1912)